# Аксоранский сельский округ
Аксоранский се́льский окру́г (каз. Ақсораң ауылдық округі, до 2023 года — Новоникольский сельский округ) — административная единица в составе Сандыктауского района Акмолинской области Республики Казахстан. Административный центр — село Новоникольское.

## География
Сельский округ расположен в северной части района, граничит:
- на северо-востоке и востоке с Зерендинским районом,
- на юго-востоке с Сандыктауским сельским округом,
- на юге с Лесным сельским округом,
- на западе с Айыртауским районом Северо-Казахстанской области.

На территории сельского округа расположено озеро Кундызколь.

## Население
| Численность населения | Численность населения | Численность населения |
| 1989                  | 1999                  | 2009                  |
| --------------------- | --------------------- | --------------------- |
| 2215                  | ↘2018                 | ↘1425                 |

## Состав
В состав сельского округа входят 5 населённых пунктов.
| № | Населённый пункт     | Тип населённого пункта | Население, 1989 | Население, 1999 | Население, 2009 |
| - | -------------------- | ---------------------- | --------------- | --------------- | --------------- |
| 1 | Кумдыколь            | село                   | 452             | 409             | 274             |
| 2 | Маралды (быв. Мысок) | село                   | 350             | 353             | 289             |
| 3 | Меньшиковка          | село                   | 429             | 374             | 178             |
| 4 | Новоникольское       | село                   | 845             | 727             | 585             |
| 5 | Смольное             | село                   | 139             | 155             | 99              |